# 西口久美子 (キャスター)
西口 久美子（にしぐち くみこ、1977年3月20日 - ）は、福岡県で活動するフリーアナウンサー。元NHK北九州局、福岡局の契約キャスターで、元RKBミューズの契約アナウンサー。

## 来歴・人物
詳細は基礎情報を参照。
福岡県立小倉高等学校、日本大学芸術学部卒業後、NHK北九州放送局に契約職として入局。最初の3年は夕方の『ニュースシャトル北九州』と週末のニュース全般を担当した。当時の北九州局は正職員アナウンサーが3人しかおらず、ニュース番組担当の女性キャスターが週末のニュースを読むという事態となっていた。すなわち、1週間ぶっ通しで働いていたことになる。
2002年福岡局に移籍。『おはようサタデー九州沖縄』の進行役を5年間、途中2004年からは、『情報ワイド福岡いちばん星』で「西口久美子のとつげきLIVE」コーナーを3年間、それぞれ担当した。
- 『おはようサタデー』ではアシスタント的なポジションに長くあったが、2006年度は、井原陽介アナウンサーと入れ換わって番組の仕切りも行った。
- 一方の『いちばん星』は毎回体当たりの中継だった。[2]

NHK9年生となった2007年度は、『まるごと福岡トクテレ』の進行役となったが、番組は1年で終了。これにより他の契約キャスターとともに退職となった。その後はRKBミューズに所属し、RKBの番組に出演している。

## 現在の活動
- 『あさチャン!』エリアニュース（RKB毎日、随時。2008年4月～）
- 『今日感テレビ』報道リポーター（RKB毎日、随時。2008年5月～）

## NHKでの担当番組
- ニュースシャトル北九州（1999年4月〜2002年3月）
- おはようサタデー九州沖縄（2002年4月〜2007年3月31日）
- 情報ワイド福岡いちばん星「とつげきLIVE」（水曜日、2004年4月〜2007年3月）
- まるごと福岡トクテレ MC（2007年4月2日〜2008年3月7日）